# Adolf Abicht (Mediziner)

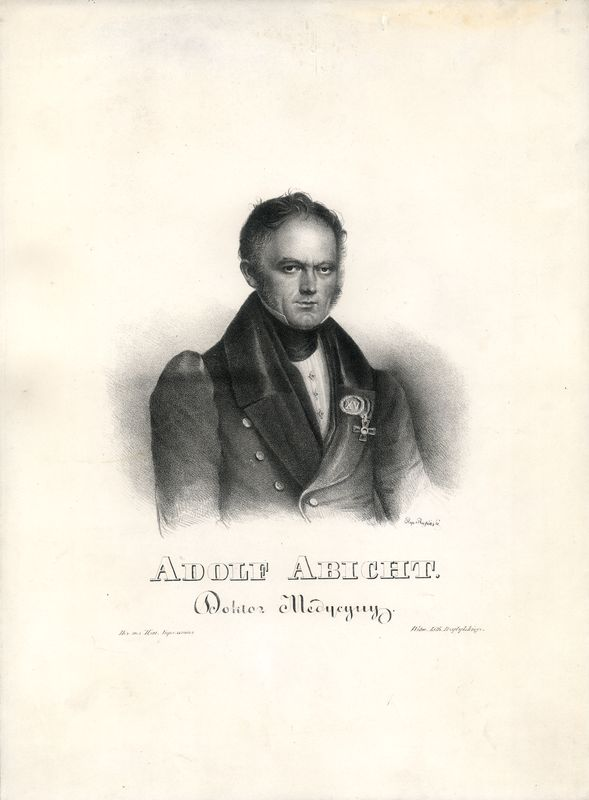
Adolf Abicht

Adolf Abicht (* 1793 in Erlangen; † 3. August 1860 in Wilna, Gouvernement Wilna, Russisches Kaiserreich) war ein Arzt und Professor für Medizin, der in Vilnius tätig war.

## Leben
Als kleiner Junge kam Adolf Albicht mit seinem Vater Johann Heinrich Abicht nach Wilna, an dessen Philosophische Fakultät sein Vater berufen worden war. Nach Beendigung seiner Schulbildung am Gymnasium studierte er Naturwissenschaften, Klassische Philologie und schließlich Medizin. Im Jahre 1816 erhielt er den Doktortitel in Medizin und wurde nach Johanniszkiele in Samogitien geschickt, wo er das dortige Krankenhaus verwaltete, das von der Universität Vilnius abhing.
Nach einigen Forschungsreisen in Frankreich und Deutschland arbeitete er ab 1823 in Wilna als Gehilfe des Professors Wincenty Herberski. Im Jahre 1825 wurde er als Adjunkt an der Fakultät für allgemeine Pathologie ernannt. Im Jahre 1827 ging er als Professor an die Medizinisch-Chirurgische Akademie, wo er Vorlesungen zur Pathologie, Therapie sowie zur Medizingeschichte hielt. Nachdem die Akademie aufgelöst worden war, verblieb er als praktizierender Arzt in Wilna.
Er starb am 3. August 1860.

## Werke
- De intestinorum coarctatione
- Tablice synoptyczne trucizn, 1823.
- Praelectionum pathologiae generalis libri duo, Vilnius 1831.
- Institutiones therapiae generalis, 1840.